# Daïras de la wilaya de Tlemcen

Daïras de la wilaya de Tlemcen

La wilaya de Tlemcen compte vingt daïras (circonscriptions administratives), chacune comprenant plusieurs communes pour un total de cinquante-trois communes.

## Daïras de la wilaya de Tlemcen
| Daïra            | Nombre de communes | Communes                                                        |
| ---------------- | ------------------ | --------------------------------------------------------------- |
| Aïn Tallout      | 2                  | Aïn Nehala • Aïn Tallout                                        |
| Bab El Assa      | 3                  | Bab El Assa • Souani • Souk Tlata                               |
| Beni Boussaid    | 2                  | Beni Boussaid • Sidi Medjahed                                   |
| Beni Snous       | 3                  | Azaïls • Beni Bahdel • Beni Snous                               |
| Bensekrane       | 2                  | Bensekrane • Sidi Abdelli                                       |
| Chetouane        | 3                  | Aïn Fezza • Amieur • Chetouane                                  |
| El Aricha        | 2                  | El Aricha • El Gor                                              |
| Fellaoucene      | 3                  | Aïn Fetah • Aïn Kebira • Fellaoucene                            |
| Ghazaouet        | 4                  | Dar Yaghmouracene • Ghazaouet • Souahlia • Tienet               |
| Hennaya          | 3                  | Hennaya • Ouled Riyah • Zenata                                  |
| Honaïne          | 2                  | Beni Khellad • Honaïne                                          |
| Maghnia          | 2                  | Hammam Boughrara • Maghnia                                      |
| Mansourah        | 4                  | Aïn Ghoraba • Beni Mester • Mansourah • Terny Beni Hdiel        |
| Marsa Ben M'Hidi | 2                  | Marsa Ben M'Hidi • MSirda Fouaga                                |
| Nedroma          | 2                  | Djebala • Nedroma                                               |
| Ouled Mimoun     | 3                  | Beni Semiel • Oued Lakhdar • Ouled Mimoun                       |
| Remchi           | 5                  | Aïn Youcef • Beni Ouarsous • El Fehoul • Remchi • Sebaa Chioukh |
| Sabra            | 2                  | Bouhlou • Sabra                                                 |
| Sebdou           | 1                  | Sebdou                                                          |
| Sidi Djillali    | 2                  | El Bouihi • Sidi Djillali                                       |
| Tlemcen          | 1                  | Tlemcen                                                         |